# Jesenec
Jesenec är en ort i Tjeckien.   Den ligger i regionen Olomouc, i den östra delen av landet, 180 km öster om huvudstaden Prag. Jesenec ligger 467 meter över havet och antalet invånare är 351.
Terrängen runt Jesenec är platt åt sydost, men åt nordväst är den kuperad. Runt Jesenec är det ganska tätbefolkat, med 86 invånare per kvadratkilometer. Närmaste större samhälle är Boskovice, 19,8 km sydväst om Jesenec. Trakten runt Jesenec består till största delen av jordbruksmark.